# 이탈리카 제2군단

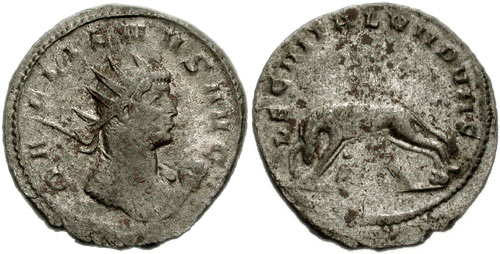
갈리에누스가 주조한 안토니니아누스에 새겨진 이탈리카 제2군단의 상징인 쌍둥이 형제와 있는 암늑대. 뒷면은 The reverse has LEG II ITAL VII P VII F, "이탈리카 제2군단 일곱번의 믿음과 충성".

이탈리카 제2군단 (Legio secunda Italica, “이탈리아 제2군단”)은 로마군의 군단 중 하나이다.

## 창설
이탈리카 제2군단은 로마 제국이 게르마니아와 파르티아 양쪽에서 싸우던 당시 이탈리카 제3군단과 함께 황제 마르쿠스 아우렐리우스에 의해 165년에 창설됐다.

## 부대 역사
군단의 주요 작전지는 도나우강 남쪽 가장자리에 있어 게르만족들의 습격이 잦은 로마 속주 노리쿰이였다.
180년에 이탈리카 제2군단은 오늘날의 엔스인 라루리아쿰 (Lauriacum)에 주둔했다.

## 다섯 명의 황제의 해
193년에 이탈리카 제2군단은 셉티미우스 세베루스와 함께 로마로 진격하여, 권력을 두고 싸웠다. 새 황제는 이들에게 그들의 지원을 인정한다는 의미의 피델리스 (Fidelis, 충성)이라는 칭호를 하사했다. 나중에 셉티미우스 세베루스는 페스케니우스 니게르와 클로디우스 알비누스의 반란 진압과 파르티아 원정에서 이탈리카 제2군단을 사용했다.

### 갈리에누스 휘하에서
3세기에 군단들의 지지는 황제의 자리에 도전하는 도전자들에게 필수적으로 요구되었다. 이 사실을 잘 알고 있는 갈리에누스는 이탈리카 제2군단의 지속적인 지지를 확보하기 위해 그들에게 VII Pia VII Fidelis (일곱번의 믿음, 일곱번의 충성)이라는 별칭을 내려주었다.

### 마지막 활동
5세기가 시작할 무렵 노리쿰에 이탈리카 제2군단의 기록이 여전히 존재한다.

## 상징
군단의 상징은 암늑대와 로물루스와 레무스 쌍둥이 형제이며, 마르쿠스 아우렐리우스와 그의 동료 루키우스 베루스의 통치 시기에 언급되었다.

## 같이 보기
- 로마 군단 목록
- 로마 군단
- 성 플로리아노